# Роньонас
Роньонас (фр. Rognonas) — коммуна на юго-востоке Франции в регионе Прованс — Альпы — Лазурный Берег, департамент Буш-дю-Рон, округ Арль, кантон Шаторенар.
Площадь коммуны — 9,41 км², население — 3967 человек (2006) с тенденцией к росту: 4024 человека (2012), плотность населения — 427,6 чел/км².

## Население
Население коммуны в 2011 году составляло 4064 человека, а в 2012 году — 4024 человека.
| 1962 | 1968 | 1975 | 1982 | 1990 | 1999 | 2006 | 2007 | 2011 | 2012 |
| ---- | ---- | ---- | ---- | ---- | ---- | ---- | ---- | ---- | ---- |
| 1927 | 2247 | 2680 | 3156 | 3358 | 3578 | 3967 | 4025 | 4064 | 4024 |

Динамика населения:

## Экономика
В 2010 году из 2486 человек трудоспособного возраста (от 15 до 64 лет) 1869 были экономически активными, 617 — неактивными (показатель активности 75,2 %, в 1999 году — 71,4 %). Из 1869 активных трудоспособных жителей работали 1683 человека (859 мужчин и 824 женщины), 186 числились безработными (71 мужчина и 115 женщин). Среди 617 трудоспособных неактивных граждан 220 были учениками либо студентами, 254 — пенсионерами, а ещё 143 — были неактивны в силу других причин.
На протяжении 2010 года в коммуне числилось 1769 облагаемых налогом домохозяйств, в которых проживало 4019,5 человек. При этом медиана доходов составила 19 тысяч 064 евро на одного налогоплательщика.